# 330 Adalberta
Adalberta (asteroide 330, com a designação provisória A910 CB) é um asteroide da cintura principal, a 1,8431621 UA. Possui uma excentricidade de 0,2531697 e um período orbital de 1 416,13 dias (3,88 anos).
Adalberta tem uma velocidade orbital média de 18,95928385 km/s e uma inclinação de 6,75423º.
Esse asteroide foi descoberto em 2 de Fevereiro de 1910 por Max Wolf.
Previamente, em 18 de março de 1892, outro objeto descoberto por Max Wolf com a designação provisória 1892 X foi originalmente designado 330 Adalberta, mas foi depois perdido e nunca recuperado. Em 1982, determinou-se que Wolf erradamente tinha observado duas imagens de estrelas e que 1892 X nunca tinha existido. Mais tarde, nesse ano, a designação "330 Adalberta" foi novamente usada para este asteroide (A910 CB).